# 大阪市立聖賢小学校
大阪市立聖賢小学校（おおさかしりつ せいけん しょうがっこう）は、大阪府大阪市城東区にある公立小学校。

## 概要
1918年に鯰江第二尋常小学校として開校し、聖賢国民学校を経て、1947年の学制改革で大阪市立聖賢小学校となった。
学校名は、学校の前を流れていた鯰江川（現在は埋め立てられている）にかかり、学校の通学路になっていた「聖賢橋」からとられた。聖賢橋の橋の名前は、この橋を渡って通学する児童たちが「聖人」のように知徳にすぐれ、道理に通じる「賢人」になるように、聖人賢士が通る橋という願いを込めて名付けられた。
児童会が中心となり、校区近隣にもあたる京橋駅で1945年8月14日に発生した「京橋駅空襲」を題材にした平和学習に取り組んでおり、京橋駅で毎年8月14日に実施される京橋駅空襲被災者慰霊祭では児童代表が参列し、千羽鶴の奉納や作文の朗読などをしている。

## 沿革
当時の東成郡鯰江村に1915年、東成郡鯰江尋常小学校（現在の大阪市立鯰江小学校）の分教場として設置されたことが、学校の始まりとなっている。その後1918年に東成郡鯰江第二尋常小学校として独立校となった。
1934年の室戸台風では校舎が倒壊し、児童22人・訓導（教員）1人・保護者1人が倒壊した校舎の下敷きになって死亡し、児童59人と教員2人が重軽傷を負った。同台風による大阪市内小学校での死傷者数では、鶴橋第二尋常小学校（現在の北鶴橋小学校）・鯰江第三尋常小学校（現在の今福小学校）に次ぐ大きな被害となった。
1941年の国民学校令により大阪市聖賢国民学校に改称した。大阪市では、「地域名＋創立順の番号」の形式だった小学校の校名については、国民学校への改編と同時に番号での校名を廃止し、地名などを取り入れた校名へと改称する方針があわせて出された。そのため、地域の聖賢橋からとった聖賢の校名が採用されている。
1943年2月には旭区（同年4月行政区再編で城東区となる）蒲生町3丁目に分校を設置した。分校は1954年に廃止された。
太平洋戦争の戦局悪化により、大阪市を含む大都市の3年生以上の国民学校児童に対し、1944年以降学童疎開の指示が出された。大阪市での学童疎開は縁故疎開を原則としたものの、縁故のない児童は学校から集団疎開に参加させることにした。疎開先の府県は各行政区ごとに割り当てられ、城東区の国民学校は福井県へ集団疎開することが指定された。
聖賢国民学校では1944年以降、福井県福井市および足羽郡下文珠町（現在は福井市に編入）への疎開を実施している。しかし疎開先は1945年7月19日の福井空襲で被災した。児童・教職員に人的被害はなかったが、宿舎を焼失している。
1947年の学制改革により、大阪市立聖賢小学校に改称した。

### 年表
- 1915年（大正4年）9月1日 - 東成郡鯰江尋常小学校分教場として開設。
- 1918年（大正7年）4月1日 - 東成郡鯰江第二尋常小学校として独立開校。
- 1925年（大正14年）4月1日 - 鯰江村が大阪市に編入されたことに伴い、大阪市鯰江第二尋常小学校と改称。
- 1934年（昭和9年）9月21日 - 室戸台風で校舎倒壊。
- 1941年（昭和16年）4月1日 - 国民学校令により、大阪市聖賢国民学校と改称。
- 1943年（昭和18年）2月22日 - 分校を設置。
- 1944年（昭和19年） - 福井県へ学童集団疎開。
- 1947年（昭和22年）4月1日 - 学制改革により、大阪市立聖賢小学校と改称。
- 1954年（昭和29年）8月31日 - 分校を廃止。
- 1963年（昭和38年） - 標準服を制定。
- 1968年（昭和43年）2月8日 - 道徳教育推進校に指定される。
- 1968年（昭和43年）4月1日 - 養護学級を設置。

## 通学区域
- 大阪市城東区 中央1丁目、中央3丁目（一部）、蒲生1丁目-4丁目、今福南1丁目（一部）、新喜多1丁目・2丁目、新喜多東1丁目（一部）、鴫野東3丁目（一部）、今福西1丁目（一部）。

卒業生は大阪市立蒲生中学校に進学する。

## 交通
- 地下鉄長堀鶴見緑地線・今里筋線 蒲生四丁目駅 南西へ約700m。
- 片町線（学研都市線）・地下鉄今里筋線 鴫野駅 北へ約950m。
- 大阪環状線・京阪本線 京橋駅 東へ約1km。